# Trogoxylon punctatum
Trogoxylon punctatum là một loài bọ cánh cứng trong họ Bostrichidae. Loài này được EeConte miêu tả khoa học năm 1866.